# Lee Su-ji
Đây là một tên người Triều Tiên, họ là Lee.
Lee Soo-ji (Hangul: 이수지, Hanja: 李繡至, Hán-Việt: Lý Tú Trí, sinh ngày 20 tháng 3 năm 1998), được biết đến với nghệ danh Suji hay nghệ danh cũ Halla, là một nữ ca sĩ thần tượng người Hàn Quốc. Cô là thành viên của 3 nhóm nhạc nữ The Ark, Real Girls Project và UNI.T. Hiện cô đang trực thuộc công ty The Unit Culture Industry Company.

## Tiểu sử
Lee Su-ji sinh ngày 20 tháng 3 năm 1998 tại Busan, Hàn Quốc. Cô lớn lên ở Daegu, Hàn Quốc.
Cô đã theo học ngành Phát thanh và Giải trí của Trường Trung học Nghệ thuật Hanlim tại Seoul và tốt nghiệp vào ngày 10 tháng 2 năm 2017.
Cô là thực tập sinh tại Music K Entertainment vào năm 2013 và được đào tạo trong 2 năm. Chuyên môn của cô là nói tiếng Trung và diễn xuất.

## Sự nghiệp

### Trước khi ra mắt
Vào năm 2014, Halla xuất hiện trong video ca nhạc của bài hát "Cheer Up" của người bạn cùng công ty là Hong Jin-young.
Vào ngày 19 tháng 3 năm 2015, Halla được giới thiệu là thành viên của nhóm nhạc mới ở công ty Music K Entertainment, The Ark.

### 2015: The Ark
Vào ngày 12 tháng 4 năm 2015, Halla ra mắt với tư cách là thành viên của The Ark. Nhóm ra mắt với 2 thành viên nổi tiếng, Euna Kim (từng tham gia Superstar K3) và Jeon Minju (từng tham gia Kpop Star 2) và đạt được dự đoán cao do khái niệm độc đáo về video âm nhạc đầu tiên và phong cách khái niệm của họ.

### 2016-nay: The Idolmaster KR, Dự ánReal Girls Project, hoạt động solo vàUNI.T
Tuy nhiên, vào tháng 3 năm 2016, sau sự gián đoạn dài của The Ark, nó đã được thông báo không chính thức rằng nhóm đã tan rã một tháng trước đó. Vào ngày 26 tháng 4 năm 2016, Suji tham gia một buổi thử vai cho một bộ phim mô phỏng và nhịp điệu trò chơi điện tử của người Nhật gọi là The Idolmaster. Vào ngày 25 tháng 8, cô ra mắt với tư cách là thành viên của dự án Real Girls cho unit The Idolmaster KR.
Vào ngày 28 tháng 4 năm 2017, Suji đã xuất hiện lần đầu trong bộ phim truyền hình The Idolmaster KR, nơi cô đóng vai chính. Vào ngày 4 tháng 11 năm 2017, Suji tham gia The Unit: Dự án khởi động lại thần tượng với thành viên của The Ark là Euna Kim. Cô xếp thứ 9 chung cuộc và trở thành thành viên của nhóm nhạc dự án UNI.T. Suji đảm nhận vai trò rap dẫn, nhảy dẫn, hát phụ và là em út của nhóm.

## Danh sách đĩa nhạc
| Bài hát                                                                                  | Năm      | Xếp hạng Vị trí | Doanh số | Album                 |
| Bài hát                                                                                  | Năm      | KOR             | Doanh số | Album                 |
| Nhạc nền                                                                                 | Nhạc nền | Nhạc nền        | Nhạc nền | Nhạc nền              |
| ---------------------------------------------------------------------------------------- | -------- | --------------- | -------- | --------------------- |
| "Memories" (메모리즈) (cùng với Jeewon)                                                  | 2017     | —               | —        | The Idolmaster KR OST |
| "—" biểu thị các bản phát hành không có xếp hạng hoặc không được phát hành ở khu vực đó. |          |                 |          |                       |

## Danh sách phim

### Phim truyền hình
| Năm  | Phim              | Kênh truyền hình          | Vai trò              | Ghi chú       |
| ---- | ----------------- | ------------------------- | -------------------- | ------------- |
| 2017 | The Idolmaster KR | SBS Plus SBS funE SBS MTV | Chính mình           | Vai trò chính |
| 2017 | The Idolmaster KR | SBS Plus SBS funE SBS MTV | Lee Su-ah/ Lee Su-Ji |               |

### Chương trình truyền hình
| Năm  | Chương trình                     | Kênh truyền hình | Ghi chú                             |
| ---- | -------------------------------- | ---------------- | ----------------------------------- |
| 2016 | Pops in Seoul                    | Arirang          | Tham luận viên với dự án Real Girls |
| 2017 | Stargram                         | SBS Plus         | Tham luận viên với dự án Real Girls |
| 2017 | The Unit: Idol Rebooting Project | KBS2 KBS World   | Thí sinh                            |

### Chương trình khác
| Năm  | Chương trình | Kênh truyền hình | Ghi chú                             |
| ---- | ------------ | ---------------- | ----------------------------------- |
| 2017 | Music Bank   | KBS2 KBS World   | MC đặc biệt Ngày 4 tháng 8 năm 2017 |